# Бутенко Іван Юхимович
Іван Юхимович Бутенко (30 травня 1918, хутір Благодатний, Фроловський район, Волгоградська область — 21 жовтня 1943, Смоленська область) — лейтенант Робітничо-селянської Червоної армії, учасник радянсько-фінської та німецько-радянської воєн, Герой Радянського Союзу (1944).

## Біографія

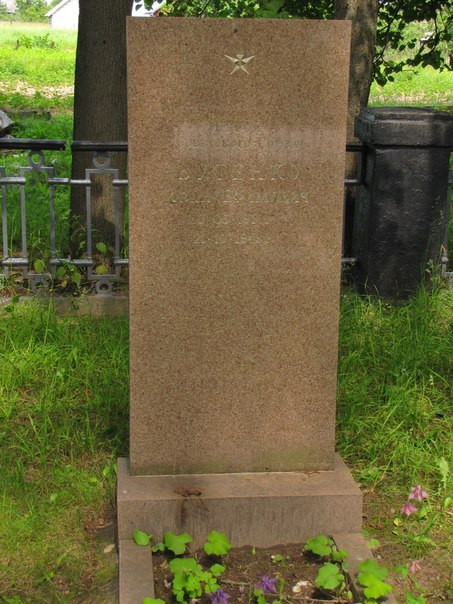
Могила Бутенка в Красній Горці.

Іван Бутенко народився 30 травня 1918 року на хуторі Благодатний (нині — Фроловський район Волгоградської області) в селянській родині. З трьох років жив у с. Петровському на вулиці Комінтерну, 13 і виховувався дядьком Бондаренко Яковом Івановичем. Закінчив п'ять класів школи, працював трактористом у колгоспі «Перемога». Був секретарем комсомольської організації. У 1938 році призваний на службу в Робітничо-селянську Червону армію. Брав участь у радянсько-фінській війні. Закінчив курси молодших лейтенантів, а в 1942 році — курси удосконалення офіцерського складу. З червня 1942 року — на фронтах німецько-радянської війни. Двічі був поранений. До липня 1943 року гвардії лейтенант Іван Бутенко командував танком «Т-34» 25-ї гвардійської танкової бригади 2-го гвардійського танкового корпусу Воронезького фронту. Відзначився під час Курської битви.
Батальйон Бутенко отримав бойове завдання вибити супротивника з висоти біля села Смородино Яковлівського району Бєлгородської області, з якої той вів масований артилерійський обстріл. Під час атаки танк Бутенко прорвався до німецької бойової охорони, гусеницями знищив 3 кулеметні точки і вивів з ладу протитанкові гармати. У Смородино танк Бутенко зіткнувся з 8 німецькими танками, що перебували в засідці. Командир танка вирішив прийняти бій. Екіпажу вдалося знищити один танк, але решта відкрили вогонь по них. В результаті прямого попадання снаряда танк Бутенка позбувся своєї гармати, і тоді він вирішив таранити танки противника. Ударом лобової броні він протаранив два німецьких танки. Танк Бутенка загорівся, механік-водій загинув, а радист отримав важке поранення. Вискочивши з палаючої машини, Бутенко вирвав у ворожого офіцера пістолет і вбив його і ще кількох солдатів з протаранених танків. Захопивши у вбитого офіцера документи, незважаючи на сильний артилерійський і мінометний обстріл, Бутенко зумів винести важко пораненого радиста з-під вогню. Дії Бутенко сприяли успішному виконанню бойового завдання батальйону. Надалі він брав участь у Смоленській операції, відзначився в боях під Єльнею і Смоленськом. 21 жовтня 1943 року загинув у бою. Похований в селі Красна Горка Краснинського району Смоленської області біля автостради Смоленськ-Мінськ.
Указом Президії Верховної Ради СРСР від 10 січня 1944 року за мужність, відвагу і героїзм, проявлені в боротьбі з німецькими загарбниками гвардії лейтенант Іван Бутенко посмертно удостоєний високого звання Героя Радянського Союзу. Також нагороджений орденами Леніна і Червоної Зірки.

## Пам'ять
- На території школи № 2 в Світлограді встановлено обеліск.
- На Алеї Слави в Світлограді встановлено Барельєф героя.
- На будинку, в місті Світлограді, де жив герой встановлена пам'ятна табличка.

## Галерея

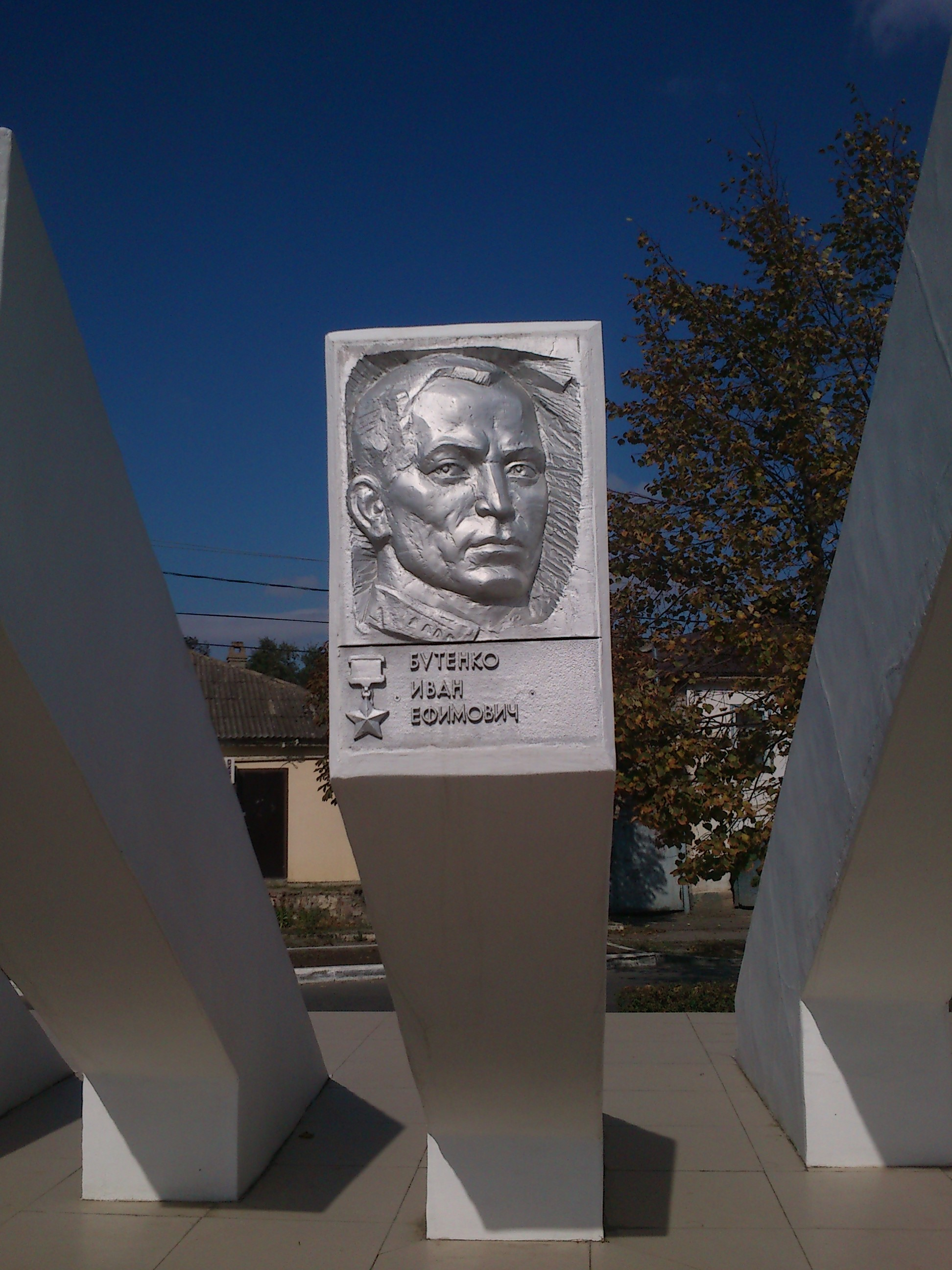
Барельєф на Алеї Слави в Світлограді